# Hiroyuki Nishimura (Morenatsu)
Hiroyuki Nishimura (博行 西村) es el protagonista del juego Morenatsu; a diferencia de la mayoría de personajes del juego, Hiroyuki es un humano. A pesar de tener fantasías de sus amigos en su cabeza en varios momentos de la historia, rara vez es que invita a salir a alguno de los demás personajes. Suele ser melancólico o cariñoso, dependiendo de las decisiones hechas por el jugador durante el juego.